# Трупіал антильський
Трупіа́л антильський (Icterus dominicensis) — вид горобцеподібних птахів родини трупіалових (Icteridae). Мешкає на Гаїті.

## Таксономія
В 1760 році французький зоолог Матюрен Жак Бріссон включив опис антильського трупіала до своєї книги «Ornithologie», описавши птаха за зразком із Сан-Домінго (Гаїті). Він використав французьку назву Le carouge de S. Domingue та латинську назву Xanthornus Dominicensis. Однак, хоч Бріссон і навів латинську назву, вона не була науковою, тобто не відповідає біномінальній номенклатурі і не визнана Міжнародною комісією із зоологічної номенклатури. Коли в 1766 році шведський натураліст Карл Лінней випустив дванадцяте видання своєї «Systema Naturae», він доповнив книгу описом 240 видів, раніше описаних Бріссоном. Одним з цих видів був антильський трупіал, для якого Лінней придумав біномінальну назву Oriolus dominicensis. Пізніше вид був переведений до роду Трупіал (Icterus), введеного Бріссоном у 1760 році. До 2010 року антильський трупал вважався конспецифічним з багамським, пуерто-риканським і кубинським трупіалами.

## Опис
Довжина птаха становить 20-22 см, самці важать 35-38 г, самиці 33-40 г. Забарвлення переважно чорне, на плечах, надхвісті, гузці і животі великі жовті плями. Білі плями на крилах відсутні. Виду не притаманний статевий диморфізм. у молодих птахів верхня частина тіла переважно оливкова, нижня частина тіла тьмяно-жовта, крила чорні, горло чорне або червонувато-коричневе.

## Поширення і екологія
Антильські трупіали мешкають на острові Гаїті, розділеному між Гаїті і Домініканської Республікою, а також на сусідніх острівцях Гонав, Тортуга, Ваш і Саона. Вони живуть в тропічних лісах, на узліссях, в рідколіссях і садах, на висоті до 1100 м над рівнем моря. Живляться комахами, плодами, квітками і нектаром.  Сезон розмноження триває з березня по червень. Гніздо чашоподібне, робиться з тонких рослинних волокон і пальмового листя, підвішується на дереві. В кладці 3 білих з бокитнуватим відтінком яйця, поцяткованих темно-коричневими плямами.